# Емісон (Індіана)
Емісон (англ. Emison) — переписна місцевість (CDP) в США, в окрузі Нокс штату Індіана. Населення — 145 осіб (2020).

## Географія
Емісон розташований за координатами 38°47′52″ пн. ш. 87°27′41″ зх. д. / 38.79778° пн. ш. 87.46139° зх. д. (38.797786, -87.461371).  За даними Бюро перепису населення США в 2010 році переписна місцевість мала площу 4,09 км², з яких 4,07 км² — суходіл та 0,02 км² — водойми.

## Демографія
Згідно з переписом 2010 року, у переписній місцевості мешкали 154 особи в 63 домогосподарствах у складі 48 родин. Густота населення становила 38 осіб/км².  Було 70 помешкань (17/км²).
Расовий склад населення:
| - 98,1 % — білих - 0,6 % — чорних або афроамериканців |

До двох чи більше рас належало 1,3 %. Частка іспаномовних становила 0,0 % від усіх жителів.
За віковим діапазоном населення розподілялося таким чином: 22,7 % — особи молодші 18 років, 60,4 % — особи у віці 18—64 років, 16,9 % — особи у віці 65 років та старші. Медіана віку мешканця становила 47,5 року. На 100 осіб жіночої статі у переписній місцевості припадало 102,6 чоловіків;  на 100 жінок у віці від 18 років та старших — 101,7 чоловіків також старших 18 років.
Цивільне працевлаштоване населення становило 97 осіб. Основні галузі зайнятості: роздрібна торгівля — 30,9 %, освіта, охорона здоров'я та соціальна допомога — 26,8 %, сільське господарство, лісництво, риболовля — 17,5 %, транспорт — 12,4 %.